# Danthonieae
Danthonioideae là một phân họ chủ yếu ở bán cầu nam của họ Cỏ với một tộc duy nhất là Danthonieae và một chi chưa được đặt vị trí. Tổng cộng có khoảng 300 loài. Nó bao gồm các loài cỏ thảo dược đến một phần gỗ lâu năm hoặc hàng năm (ít phổ biến) mọc trong các đồng cỏ, bụi cây và rừng cây. Nó thuộc nhóm PACMAD của các loài cỏ, nhưng khác với một số nhánh khác trong nhóm đó, cỏ trong Danthonioideae chỉ sử dụng con đường quang hợp C3. Nhóm chị em của nó là họ con Chloridoideae.
Có 19 chi, trong đó có 18 chi được đặt trong tộc Danthonieae, trong khi một chi vẫn chưa được đặt vị trí (incertae sedis). Mối quan hệ bên trong nhóm này phức tạp; bằng chứng phát sinh chủng từ các loại ADN hạt nhân và ADN chloroplast mâu thuẫn cho thấy các sự kiện lai tạo đóng vai trò quan trọng trong Danthonioideae.
- chưa xác định được vị trí:
Danthonidium
- Tộc Danthonieae:
Austroderia, Capeochloa, Chaetobromus, Chimaerochloa, Chionochloa, Cortaderia (đồng nghĩa Lamprothyrsus), Danthonia, Geochloa, Merxmuellera, Notochloe, Pentameris (đồng nghĩa Pentaschistis, Poagrostis, Prionanthium), Phaenanthoecium, Plinthanthesis, Pseudopentameris, Rytidosperma (đồng nghĩa Austrodanthonia, Monostachya, Notodanthonia, Pyrrhantherea), Schismus (đồng nghĩa Karroochloa), Tenaxia, Tribolium